# Stephanella
Stephanella is een monotypisch mosdiertjesgeslacht uit de  familie van de Stephanellidae en de orde Plumatellida

## Soort
- Stephanella hina  Oka, 1908

## Uitgestorven
- Stephanella continentalis Vinogradov, 1995 †
- Stephanella trichopterina Vinogradov, 1995 †